# Дуденко Світлана Іванівна
Світлана Іванівна Дуденко (нар. 6 червня 1957, Єсентуки, Ставропольський край) — український архітектор, дизайнер міського середовища, кандидат технічних наук (1986), заслужений діяч мистецтв України (2006), головний художник міста Харкова, Почесний громадянин м. Харкова (2015).

## Біографія
Світлана Іванівна Дуденко народилася 6 червня 1957 року у місті Єсентуки Ставропольського краю РРФСР. Навчалася у Харківському національному університеті міського господарства ім. О. М. Бекетова, який закінчила зі спеціальністю «Архітектура» у 1979 році. У 1986 році закінчила аспірантуру Московського державного будівельного університету та здобула науковий ступінь кандидата технічних наук.
Член Спілки дизайнерів України (1997). Член Харківської організації Національної спілки художників України (1999).
З 2002 року працює у комунальному підприємстві «Міський інформаційний центр» Харківської міської ради. Головний художник міста Харкова.

## Творчість
- реконструкція і нове графічне рішення герба м. Харкова (1995)
- проєкт та втілення знаку «Почесний громадянин м. Харкова» (1999)
- проєкт та втілення колару (посадовий знак) Харківського міського голови
- скульптурна композиція Пам'ятника футбольному м'ячу (2011)
- проєкт оформлення новорічної ялинки у м. Харкові[5] (ялинка висотою 40,49 м занесена у 2019 р. до Національного Реєстру Рекордів України як найвища в Україні ялинка) (1997—2019)
- проєкти монументального оформлення Харкова у святкові дні, комплексу візуальних об'єктів у місті Харкові

Автор графічних і живописних робіт. У тому числі логотипів Харківської бісквітної фабрики, КП «Міський інформаційний центр», художнього салону «Смальта» та ін.
Учасниця всеукраїнських і міжнародних виставок:
- 2005 — Пересувна виставка харківських художників «Обличчя Першої столиці», АР Крим. Організатор: громадська організація клубного типу «Вітальня на Дворянській» спільно з консалтинговою групою «Рубаненко і партнери»;
- 2007 — Пересувна виставка харківських художників «Зустріч». Регіони проведення: АР Крим та Західна Україна. Проведення за підтримки Харківської міської ради, Ради міністрів АР Крим, міських рад Львова, Івано-Франківська, Тернополя й Ужгорода.

## Відзнаки й нагороди
- Заслужений діяч мистецтв України (2006)
- Орден княгині Ольги III ступеня (2012)
- Почесний громадянин м. Харкова (2015)
- Почесна грамота Харківської міської ради (1999, 2004, 2007)
- Почесна відзнака голови Харківської облдержадміністрації «Слобожанська слава» (2004).

## Книги
Авторка книг:
- Марки майоліки, фаянсу та фарфору / Дуденко С. И., Никифоренко И. А. Х: Майдан, 2000. — 864 с. — ISBN 966-7077-89-6
- Украинский художественный фарфор советского периода / С. И. Дуденко, И. А. Никифоренко, Т. В. Дуденко Х: Золотые страницы, 2008. — 200 с. ISBN 978-966-400-109-7
- Харьковский альбом / С. И. Дуденко. — 2-е изд., доп. и перераб. — Х. : Золотые страницы, 2008. — 148 с.: ил. — ISBN 978-966-400-119-6
- Харківська символіка / С. І. Дуденко. — Х. : Золоті сторінки, 2011. — 93 с. : іл. — 300 прим. — ISBN 978-966-400-210-0
- Харківська символіка: [альбом] / [авт. проекту С. І. Дуденко ; худож. ред. С. І. Дуденко ; фот.: М. А. Аргунова та ін.]. - 3-тє вид., допов. - Харків : Юнісофт, 2017. - 54, [2] с. : фот. - Бібліогр.: с. [56]. - 300 прим. - ISBN 978-966-935-322-1
- Клейма и марки фарфора, фаянса / С. И. Дуденко. — Справочное издание (Рус., Англ.). Харьков: Юнисофт, 2018. — 864 с. ISBN 978-966-935-566-9
- Буклети і листівки (більше 300).
- Логотипи і фірмові стилі (більше 20).